# Spaghetti all'assassina
Spaghetti all'assassina (tiếng Ý nghĩa là 'spaghetti của kẻ ám sát (giống cái)', tiếng Ý: [spaˈɡetti allassasˈsiːna]), hay còn được gọi là spaghetti bruciati (tiếng Ý nghĩa là 'spaghetti cháy', tiếng Ý: [spaˈɡetti bruˈtʃaːti]) là một món mì spaghetti từ thành phố Bari, Ý. Cách chế biến của món mì này khác hoàn toàn so với các món mì spaghetti khác; thay vì được luộc trong nước muối và phục vụ trong nước sốt, mì được nấu trực tiếp trong chảo (theo truyền thống là chảo gang). Một nước sốt cà chua làm từ sốt cà được pha lỏng trong nước được thêm từ từ vào chảo cho mì hấp thụ dần, giống như cách nấu risotto. Khi hấp thụ nước sốt, mì được nấu chín ngay trong chảo, dần có màu vàng nâu, khi ăn có cảm giác giòn đặc trưng không món mì pasta nào khác có.

## Lịch sử

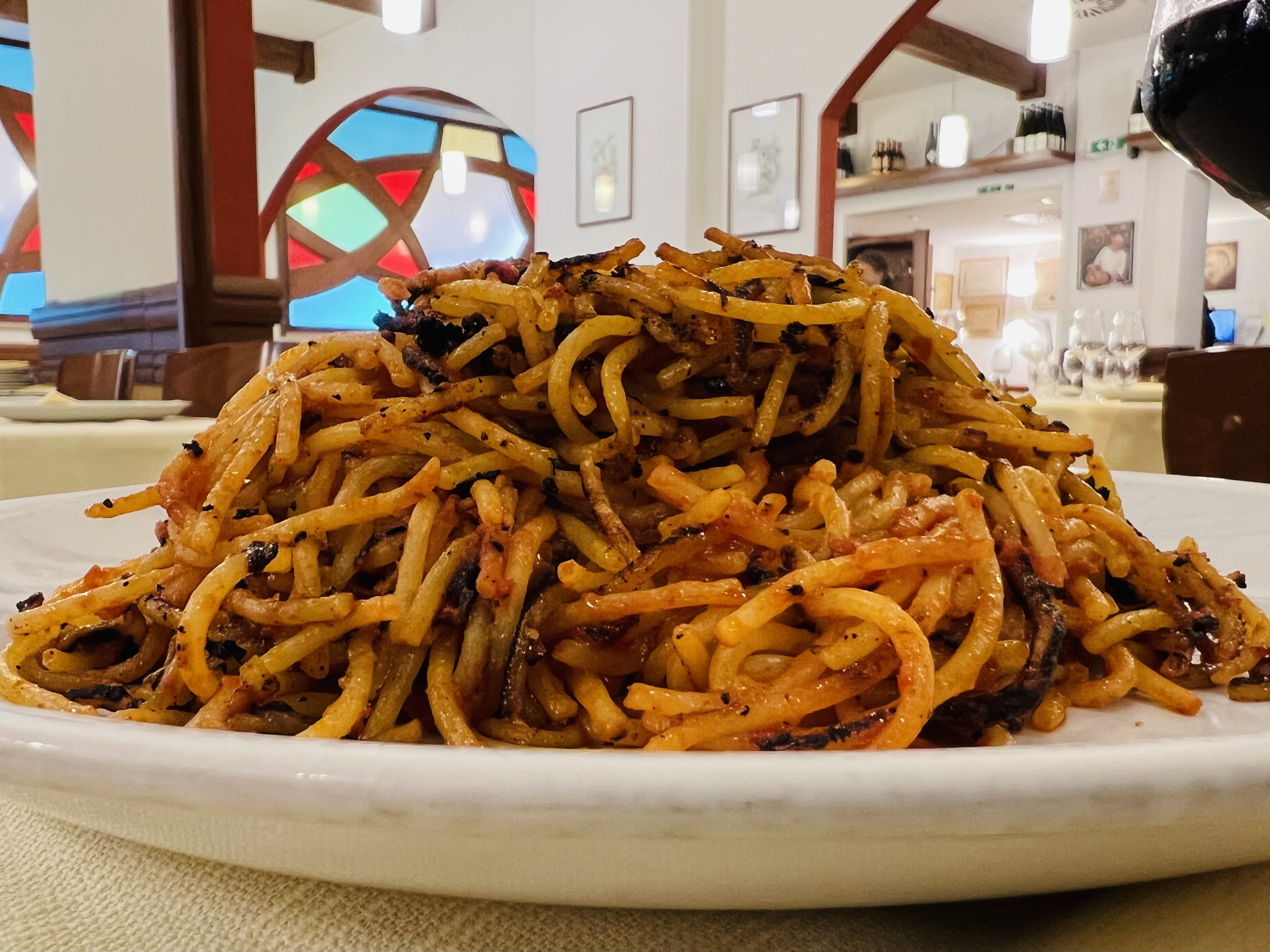
Spaghetti all'assassina được phục vụ tại nhà hàng Al Sorso Preferito ở Bari, nơi được cho là nguồn gốc của món ăn này

Spaghetti all'assassina bắt đầu xuất hiện trên các thực đơn nhà hàng từ cuối thập kỷ 1960 đến đầu thập kỷ 1970. Nhiều người cho rằng nguồn gốc của món ăn này là nhà hàng Marc'Aurelio ở trung tâm thành phố Bari (giờ đã đóng cửa); một số người khác tin rằng nhà hàng Al Sorso Preferito mới là nguồn gốc của nó, tại đây món ăn này vẫn được phục vụ. Theo Felice Giovine, một sử gia ẩm thực vùng Puglia, spaghetti all'assassina bắt nguồn từ nhà hàng Al Sorso Preferito ở trung tâm thành phố Bari, nơi mà món ăn này được phát minh vào năm 1967 bời đầu bếp Enzo Francavilla từ Foggia theo sự yêu cầu từ hai khách hàng đến từ phía bắc nước Ý. Vì độ cay của món ăn mà họ nói đùa rằng Francavilla là một assassino ("kẻ sát nhân"), từ này sau đó được lấy để đặt tên cho món. Đây là phiên bản lịch sử nguồn gốc được chấp nhận bởi Accademia dell'Asassina, một nhóm các chuyên gia ẩm thực và tín đồ được thành lập năm 2013 ở Bari để bảo tồn công thức nấu ăn này.
Spaghetti all'assassina ngay lập tức được ưa chuộng và lan truyền khắp thành phố, nhưng tới thập kỷ 1980 thì nó bắt đầu biến mất dần. Vào năm 2013, nhờ Accademia dell'Assassina mà nó bắt đầu thịnh hành trở lại và nhận được sự chú ý vì được nhắc đến trong văn hóa đại chúng, phần lớn là từ tập Spaghetti all'assassina của series truyền hình Le indagini di Lolita Lobosco (2021) do đài RAI sản xuất.
Món ăn này bắt đầu lại được quan tâm gần đây vì được nhắc đến trong cốt truyện của hai cuốn tiểu thuyết Địa Trung Hải, Sette ricette d'autore và Spaghetti all'assassina.

## Chế biến
Cách chế biến Spaghetti all'assassina cũng giống như cách chế biến món pasta risottata (tiếng Ý: [ˈpasta rizotˈtaːta]), mì pasta nấu theo kiểu risotto, nghĩa là nấu trực tiếp trong nước sốt. Nước sốt dùng để nấu spaghetti all'assassina thường có nước và nước sốt cà chua pha theo tì lệ 1:1 hoặc 2:1; nếu dùng cà chua tươi xay nhuyễn thì phải dùng ít nước hơn. Khác với món pasta risottata, mì spaghetti được tiếp xúc trực tiếp với bề mặt chảo trước khi nước sốt được cho thêm vào. Việc này khiến cho mì được áp chảo và cháy khét, tạo nên cảm giác giòn khi ăn. Không khuyến khích sử dụng mì pasta được cắt với khuôn bằng đồng cho món spaghetti all'assassina, vì loại mì này sẽ cho ra quá nhiều tinh bột trong quá trình nấu, ngăn cản màu vàng nâu hình thành. Thường thì spaghetti all'assassina có vị cay, thường thì ớt khô xay, ớt bột hoặc ớt tươi được dùng để nêm nếm hoặc để trang trí. Nhà bình luận ẩm thực Rachel Roddy viết: "Như The Puglia Guys đã từng đăng trên trang blog của họ, all'assassina phải khét, giòn và cay."

## Đánh giá
Trong một tập thuộc series thứ hai của chương trình du lịch Stanley Tucci: Searching for Italy của đài CNN, diễn viên, nhà văn và nhà làm phim người Mỹ Stanley Tucci gây sự chú ý tới món ăn này, và nhận xét cách chế biến của nó là sửng sốt: "Nói thật là tôi chưa bao giờ thấy bất cứ thứ gì như vậy… và tôi yêu nó."